# J SPORTS CROWN
J SPORTS CROWN（ジェー・スポーツ・クラウン）は、新日本プロレスが主催していたテレビ中継元であるJ SPORTSの冠がついているプロレス興行。

## 過去に開催した興行
- J SPORTS CROWN〜DREAM MATCH〜

ファン投票によって選ばれた試合が組まれる。
- J SPORTS CROW〜DREAM MATCH〜

ファン投票によってヘビー級選手対ジュニアヘビー級選手の試合が組まれる。
- J SPORTS CROWN〜SUPER J TAG LEAGUE〜
- J SPORTS CROWN〜無差別級6人タッグトーナメント〜